# Gentechnologiebericht
Der „Gentechnologiebericht – Monitoring und interdisziplinärer Dialog“ ist eine 2001 an der Berlin-Brandenburgischen Akademie der Wissenschaften (BBAW) gegründete Arbeitsgruppe, die mittlerweile am Berlin Institute of Health (BIH) ansässig ist. Die Arbeitsgruppe beobachtet die Entwicklung der Gentechnologien in Deutschland und deren gesamtgesellschaftlichen Einfluss.
Die Mitglieder der Gruppe sind namhafte Natur-, Geistes- und Sozialwissenschaftler/-innen. Ziel ist es, die verschiedenen Bereiche und Anwendungen der Gentechnologie langfristig zu beobachten und die Entwicklungen aus interdisziplinärer Perspektive zu beleuchten und allgemein verständlich aufzuarbeiten, um auf diese Weise zu einem sachlichen gesellschaftlichen Diskurs beizutragen.
In den zahlreichen Publikationen der Gruppe werden neben dem aktuellen Stand der naturwissenschaftlichen Forschung und technischen Entwicklung insbesondere auch ethische, rechtliche, politische und soziale sowie wirtschaftliche und ökologische Aspekte untersucht. Begleitend wird durch unterschiedliche und regelmäßig stattfindende Veranstaltungen der Diskurs zwischen Wissenschaft und Öffentlichkeit befördert.
Publiziert wurden umfassende Gentechnologieberichte, die einen breiten Überblick von der Gruppe schwerpunktmäßig behandelten Themen bieten (Stammzell- und Organoidforschung, Einzelzellanalyse, Synthetische Biologie, Grüne Gentechnologie, Gentherapie, Gendiagnostik, Epigenetik und Genomeditierung), sowie Themenbände, die je ein spezifisches dieser Themen in den Mittelpunkt stellen. Der letzte „Fünfte Gentechnologiebericht“ aus dem Jahr 2021 beschäftigt sich mit den aktuellen Entwicklungen der dynamischen Forschungsfelder und ihrer Anwendungen. Themenbände erschienen zu den Themen Stammzellforschung (2006, 2018), Grüne Gentechnologie (2007, 2013), Gendiagnostik (2007), Gentherapie (2011), Synthetische Biologie (2012), Epigenetik (2017), Organoidforschung (2020). 2022 erschien außerdem eine Bestandsaufnahme zu RNA, 2019 eine Stellungnahme zur Einzelzellanalyse und 2015 eine Analyse zur Genomchirurgie beim Menschen sowie 2021 ein Special Issue zu Organoiden und 2017 ein Special Issue zur Stammzellforschung im Journal of Molecular Medicine.
Der Gentechnologiebericht wurde von 2001 bis 2018 von der BBAW finanziert und von 2019 bis 2021 durch die Friede Springer Stiftung gefördert. Seit Januar 2022 ist die Arbeitsgruppe am Berlin Institute of Health (BIH) ansässig.
Aktuelle Veröffentlichungen und Veranstaltungshinweise sind auf der Homepage des Gentechnologieberichts zu finden.